# Fuente lambertiana
En física, una fuente lambertiana, es una fuente que no irradia energía directamente, sino que la irradia por difusión. La radiación en realidad es emitida por una fuente primaria que incide sobre la fuente lambertiana que irradia por difusión la radiación que incide sobre ella.

## Ejemplos
- La reflexión difusa producida por la nieve es el caso más típico de fuente lambertiana[2]
- Ciertos modelos mates de pantalla de cine son otro tipo de ejemplo.[3]